# Futbol Club Barcelona 2019-2020
Questa voce raccoglie le informazioni riguardanti il Futbol Club Barcelona nelle competizioni ufficiali della stagione 2019-2020.

## Stagione
La stagione 2019-2020 vede la conferma in panchina, per il terzo anno consecutivo, di Ernesto Valverde. I scarsi risultati dell'ex allenatore dell'Athletic Bilbao e la sconfitta contro l'Atletico Madrid 3-2 nella semifinale di Supercoppa di Spagna inducono la società ad esonerare Valverde. Dal 13 gennaio al 17 agosto 2020 l'allenatore è stato Quique Setién, esonerato a fine stagione anche a causa della pesante sconfitta per 8-2 contro il Bayern Monaco.

## Maglie e sponsor
| Casa        | Trasferta   | Terza divisa | Quarta divisa |
| 1° portiere | 2° portiere | 3° portiere  |               |

## Organigramma societario
Area direttiva
- Presidente: Josep Maria Bartomeu
- Primo vicepresidente e responsabile delle attività sociali: Jordi Cardoner
- Terzo vicepresidente e responsabile di "Espai Barça": Jordi Moix
- Quarto vicepresidente e tesoriere: Enrique Tombas
- Responsabile area tecnologica: Dídac Lee
- Direttore della sezione basket: Joan Bladé
- Rappresentante alla LFP e alla RFEF: Javier Bordas
- Responsabile relazioni dei calciatori e statuto economico: Silvio Elías
- Responsabile servizi e sicurezza: Josep Ramon Vidal-Abarca
- Presidente commissione attività sociali: Pau Vilanova
- Segretario: Jordi Calsamiglia
- Vicesegretario: Maria Teixidor
- Membri del board: Jordi Argemí, Marta Plana, Josep Pont, Emili Rousaud, Oriol Tomàs
- Responsabile accademia calcio amateur: Xavier Vilajoana

Area tecnica
- Allenatore: Ernesto Valverde (fino al 13 gennaio 2020), Quique Setién
- Vice allenatore: Jon Aspiazu
- Collaboratore tecnico: Joan Barbarà
- Preparatori atletici: José Antonio Pozanco, Edu Pons, Antonio Gómez
- Allenatore dei portieri: José Ramón de la Fuente

## Rosa
Rosa, numerazione e ruoli (tratti dal sito ufficiale) sono aggiornati al 2 settembre 2019.
| N. |                       | Ruolo | Calciatore              |
| -- | --------------------- | ----- | ----------------------- |
| 1  | Germania (bandiera)   | P     | Marc-André ter Stegen   |
| 2  | Portogallo (bandiera) | D     | Nélson Semedo           |
| 3  | Spagna (bandiera)     | D     | Gerard Piqué            |
| 4  | Croazia (bandiera)    | C     | Ivan Rakitić            |
| 5  | Spagna (bandiera)     | C     | Sergio Busquets         |
| 8  | Brasile (bandiera)    | C     | Arthur                  |
| 9  | Uruguay (bandiera)    | A     | Luis Suárez             |
| 10 | Argentina (bandiera)  | A     | Lionel Messi (capitano) |
| 11 | Francia (bandiera)    | A     | Ousmane Dembélé         |
| 12 | Brasile (bandiera)    | C     | Rafinha                 |
| 13 | Brasile (bandiera)    | P     | Neto                    |

| N. |                        | Ruolo | Calciatore         |
| -- | ---------------------- | ----- | ------------------ |
| 15 | Francia (bandiera)     | D     | Clément Lenglet    |
| 16 | Senegal (bandiera)     | D     | Moussa Wagué       |
| 17 | Francia (bandiera)     | A     | Antoine Griezmann  |
| 18 | Spagna (bandiera)      | D     | Jordi Alba         |
| 19 | Danimarca (bandiera)   | A     | Martin Braithwaite |
| 20 | Spagna (bandiera)      | D     | Sergi Roberto      |
| 21 | Paesi Bassi (bandiera) | C     | Frenkie de Jong    |
| 22 | Cile (bandiera)        | C     | Arturo Vidal       |
| 23 | Francia (bandiera)     | D     | Samuel Umtiti      |
| 24 | Spagna (bandiera)      | D     | Junior Firpo       |
| 31 | Spagna (bandiera)      | A     | Ansu Fati          |

## Calciomercato
| Acquisti         | Acquisti          | Acquisti            | Acquisti                                            |
| R.               | Nome              | da                  | Modalità                                            |
| ---------------- | ----------------- | ------------------- | --------------------------------------------------- |
| P                | Norberto Neto     | Valencia            | definitivo (26 milioni € più 9 milioni € di bonus)  |
| D                | Douglas           | Sivasspor           | fine prestito                                       |
| D                | Emerson           | Atlético Mineiro    | definitivo (12 milioni €)                           |
| D                | Junior Firpo      | Real Betis          | definitivo (18 milioni € più 12 milioni € di bonus) |
| C                | Frenkie de Jong   | Ajax                | definitivo (75 milioni € più 11 milioni € di bonus) |
| C                | André Gomes       | Everton             | fine prestito                                       |
| C                | Denis Suárez      | Arsenal             | fine prestito                                       |
| A                | Paco Alcácer      | Borussia Dortmund   | fine prestito                                       |
| A                | Antoine Griezmann | Atlético Madrid     | definitivo (120 milioni €)                          |
| Altre operazioni |                   |                     |                                                     |
| R.               | Nome              | da                  | Modalità                                            |
| P                | Adrián Ortolá     | Deportivo La Coruña | fine prestito                                       |
| D                | Marc Cucurella    | Eibar               | definitivo (4 milioni €)                            |
| D                | Sergi Palencia    | Bordeaux            | fine prestito                                       |
| A                | Marc Cardona      | Eibar               | fine prestito                                       |

| Cessioni         | Cessioni             | Cessioni              | Cessioni                                                         |
| R.               | Nome                 | a                     | Modalità                                                         |
| ---------------- | -------------------- | --------------------- | ---------------------------------------------------------------- |
| P                | Jasper Cillessen     | Valencia              | definitivo (35 milioni €)                                        |
| D                | Douglas              |                       | svincolato                                                       |
| D                | Emerson              | Real Betis            | prestito (6 milioni €)                                           |
| D                | Jeison Murillo       | Valencia              | fine prestito                                                    |
| D                | Thomas Vermaelen     |                       | svincolato                                                       |
| C                | André Gomes          | Everton               | riscatto del cartellino (25 milioni €)                           |
| C                | Denis Suárez         | Celta Vigo            | definitivo (12,9 milioni €)                                      |
| C                | Rafinha              | Celta Vigo            | prestito (1,5 milioni €)                                         |
| A                | Paco Alcácer         | Borussia Dortmund     | riscatto del cartellino (21 milioni €)                           |
| A                | Kevin-Prince Boateng | Sassuolo              | fine prestito                                                    |
| A                | Philippe Coutinho    | Bayern Monaco         | prestito (8,5 milioni €) con diritto di riscatto (120 milioni €) |
| A                | Malcom               | Zenit San Pietroburgo | definitivo (45 milioni € più 5 milioni € di bonus)               |
| Altre operazioni |                      |                       |                                                                  |
| R.               | Nome                 | a                     | Modalità                                                         |
| P                | Adrián Ortolá        |                       | svincolato                                                       |
| D                | Marc Cucurella       | Getafe                | prestito                                                         |
| D                | Sergi Palencia       | Saint-Étienne         | definitivo (2 milioni €)                                         |
| A                | Marc Cardona         | Osasuna               | definitivo (2,5 milioni €)                                       |

### Sessione invernale (dall’1/1 al 31/1)
| Acquisti | Acquisti           | Acquisti | Acquisti                  |
| R.       | Nome               | da       | Modalità                  |
| -------- | ------------------ | -------- | ------------------------- |
| A        | Martin Braithwaite | Leganés  | definitivo (18 milioni €) |

| Cessioni | Cessioni          | Cessioni   | Cessioni                                               |
| R.       | Nome              | a          | Modalità                                               |
| -------- | ----------------- | ---------- | ------------------------------------------------------ |
| M        | Carles Aleñá      | Real Betis | prestito                                               |
| A        | Carles Pérez      | Roma       | prestito oneroso (1 milione €) con obbligo di riscatto |
| D        | Jean-Clair Todibo | Schalke 04 | prestito (1,5 milioni €)                               |

## Risultati

### Primera División

#### Girone di andata
| Arbitro: | Carlos del Cerro Grande (Comitato madrileno) |

|            |           |  |
| Aduriz 89’ | Marcatori |  |

| Arbitro: | José Luis González (Comitato castiglianoleonese) |

|                                                 |           |                     |
| Griezmann 41’, 50’ Pérez 56’ Alba 60’ Vidal 77’ | Marcatori | 15’ Fekir 79’ Loren |

| Arbitro: | Juan Martínez Munuera (Comitato valenciano) |

|                   |           |                     |
| R. Torres 7’, 81’ | Marcatori | 51’ Fati 64’ Arthur |

| Arbitro: | Sánchez Martínez (Comitato murciano) |

|                                              |           |                              |
| Fati 2’ de Jong 7’ Piqué 51’ Suárez 61’, 82’ | Marcatori | 27’ Gameiro 90+2’ Maxi Gómez |

| Arbitro: | Guillermo Cuadra Fernández (Comitato baleare) |

|                             |           |  |
| Azeez 2’ Vadillo 66’ (rig.) | Marcatori |  |

| Arbitro: | Ricardo De Burgos Bengoetxea (Comitato basco) |

|                         |           |                   |
| Griezmann 6’ Arthur 15’ | Marcatori | 44’ Santi Cazorla |

| Arbitro: | Jesús Gil Manzano (Comitato estremegno) |

|  |           |                      |
|  | Marcatori | 41’ Suárez 49’ Firpo |

| Arbitro: | Antonio Mateu Lahoz (Comitato valenciano) |

|                                            |           |  |
| Suárez 27’ Vidal 32’ Dembélé 35’ Messi 77’ | Marcatori |  |

| Arbitro: | Mario Melero López (Comitato andaluso) |

|  |           |                                    |
|  | Marcatori | 13’ Griezmann 58’ Messi 66’ Suárez |

| Barcellona 18 dicembre 2019, ore 20:00 CET 10ª giornata | Barcellona                                             | 0 – 0 referto | Real Madrid | Camp Nou (93.426 spett.)\| Arbitro: \| Alejandro Hernández Hernández (Comitato di Las Palmas) \| |
| Arbitro:                                                | Alejandro Hernández Hernández (Comitato di Las Palmas) |               |             |                                                                                                  |

| Arbitro: | Javier Alberola Rojas (Comitato castigliano) |

|                                                |           |            |
| Lenglet 2’ Vidal 29’ Messi 34’, 75’ Suárez 77’ | Marcatori | 15’ Olivas |

| Arbitro: | Alejandro Hernández Hernández (Comitato di Las Palmas) |

|                                    |           |                  |
| Campaña 61’ Mayoral 63’ Radoja 68’ | Marcatori | 38’ (rig.) Messi |

| Arbitro: | Guillermo Cuadra Fernández (Comitato baleare) |

|                                           |           |           |
| Messi 23’ (rig.), 45+1’, 48’ Busquets 85’ | Marcatori | 42’ Olaza |

| Arbitro: | Santiago Jaime Latre (Comitato aragonegno) |

|               |           |                      |
| En-Nesyri 12’ | Marcatori | 53’ Suárez 79’ Vidal |

| Arbitro: | Antonio Mateu Lahoz (Comitato valenciano) |

|  |           |           |
|  | Marcatori | 86’ Messi |

| Arbitro: | Juan Martínez Munuera (Comitato valenciano) |

|                                             |           |                  |
| Griezmann 7’ Messi 17’, 41’, 82’ Suárez 43’ | Marcatori | 35’, 64’ Budimir |

| Arbitro: | Javier Alberola Rojas (Comitato castigliano) |

|                               |           |                          |
| Oyarzabal 12’ (rig.) Isak 62’ | Marcatori | 38’ Griezmann 49’ Suárez |

| Arbitro: | Mario Melero López (Comitato andaluso) |

|                                                     |           |               |
| Griezmann 14’ Vidal 45’ Messi 69’ Suárez 75’ (rig.) | Marcatori | 56’ Pere Pons |

| Arbitro: | Carlos del Cerro Grande (Comitato madrileno) |

|                         |           |                      |
| D. López 23’ Wu Lei 88’ | Marcatori | 50’ Suárez 58’ Vidal |

#### Girone di ritorno
| Arbitro: | Valentín Pizarro Gómez (Comitato castigliano) |

|           |           |  |
| Messi 76’ | Marcatori |  |

| Arbitro: | Jesús Gil Manzano (Comitato estremegno) |

|                |           |  |
| Gómez 48’, 77’ | Marcatori |  |

| Arbitro: | Cordero Vega (Comitato cantabro) |

|               |           |               |
| Fati 30’, 31’ | Marcatori | 90+2’ Rochina |

| Arbitro: | José María Sánchez Martínez (Comitato murciano) |

|                             |           |                                       |
| Canales 6’ (rig.) Fekir 26’ | Marcatori | 9’ de Jong 45+3’ Busquets 72’ Lenglet |

| Arbitro: | Guillermo Cuadra Fernández (Comitato baleare) |

|                              |           |           |
| Griezmann 33’ S. Roberto 38’ | Marcatori | 66’ Ángel |

| Arbitro: | César Soto Grado (Comitato castigliano) |

|                                     |           |  |
| Messi 14’, 37’, 40’, 87’ Arthur 89’ | Marcatori |  |

| Arbitro: | Antonio Mateu Lahoz (Comitato valenciano) |

|                                |           |  |
| Vinícius Jr. 71’ Mariano 90+2’ | Marcatori |  |

| Arbitro: | Juan Martínez Munuera (Comitato valenciano) |

|                  |           |  |
| Messi 81’ (rig.) | Marcatori |  |

| Arbitro: | Carlos del Cerro Grande (Comitato madrileno) |

|  |           |                                              |
|  | Marcatori | 2’ Vidal 37’ Braitwaite 79’ Alba 90+3’ Messi |

| Arbitro: | Juan Martínez Munuera (Comitato valenciano) |

|                           |           |  |
| Fati 42’ Messi 70’ (rig.) | Marcatori |  |

| Siviglia 19 giugno 2020, ore 22:00 CEST 30ª giornata | Siviglia                                         | 0 – 0 referto | Barcellona | Ramón Sánchez-Pizjuán (0 spett.)\| Arbitro: \| José Luis González (Comitato castiglianoleonese) \| |
| Arbitro:                                             | José Luis González (Comitato castiglianoleonese) |               |            | |

| Arbitro: | Jesús Gil Manzano (Comitato estremegno) |

|             |           |  |
| Rakitić 71’ | Marcatori |  |

| Arbitro: | Guillermo Cuadra Fernández (Comitato baleare) |

|                      |           |                 |
| Smolov 50’ Aspas 88’ | Marcatori | 20’, 67’ Suárez |

| Arbitro: | Alejandro Hernández Hernández (Comitato di Las Palmas) |

|                                      |           |                             |
| D. Costa 11’ (aut.) Messi 50’ (rig.) | Marcatori | 19’ (rig.), 62’ (rig.) Saúl |

| Arbitro: | Carlos del Cerro Grande (Comitato madrileno) |

|            |           |                                                    |
| Moreno 14’ | Marcatori | 3’ (aut.) Torres 20’ Suárez 45’ Griezmann 87’ Fati |

| Arbitro: | José Munuera Montero (Comitato andaluso) |

|            |           |  |
| Suárez 56’ | Marcatori |  |

| Arbitro: | Antonio Mateu Lahoz (Comitato valenciano) |

|  |           |           |
|  | Marcatori | 15’ Vidal |

| Arbitro: | José María Sánchez Martínez (Comitato murciano) |

|           |           |                         |
| Messi 62’ | Marcatori | 15’ Arnáiz 90+4’ Torres |

| Arbitro: | Juan Martínez Munuera (Comitato valenciano) |

|  |           |                                               |
|  | Marcatori | 14’ Fati 34’, 75’ Messi 44’ Suárez 57’ Semedo |

### Copa del Rey
| Arbitro: | Pablo Gonzales Fuertes (Comitato asturiano) |

|            |           |                      |
| Caballé 9’ | Marcatori | 74’, 90+2’ Griezmann |

| Arbitro: | Guillermo Cuadra Fernández (Comitato baleare) |

|                                                    |           |  |
| Griezmann 4’ Lenglet 27’ Messi 59’, 89’ Arthur 77’ | Marcatori |  |

| Arbitro: | Juan Martínez Munuera (Comitato valenzano) |

|                       |           |  |
| Busquets 90+3’ (aut.) | Marcatori |  |

### Champions League

#### Fase a gironi
| Dortmund 17 settembre 2019, ore 21:00 CEST 1ª giornata | Borussia Dortmund | 0 – 0 referto | Barcellona | Signal Iduna Park (66.099 spett.)\| Arbitro: \| Hațegan \| |
| Arbitro:                                               | Hațegan           |               |            |                                                            |

| Arbitro: | Skomina |

|                 |           |             |
| Suárez 58’, 84’ | Marcatori | 3’ Martínez |

| Arbitro: | Madden |

|           |           |                              |
| Bořil 50’ | Marcatori | 3’ Messi 57’ (aut.) Olayinka |

| Barcellona 5 novembre 2019, ore 18:55 CET 4ª giornata | Barcellona | 0 – 0 referto | Slavia Praga | Camp Nou (67.023 spett.)\| Arbitro: \| Oliver \| |
| Arbitro:                                              | Oliver     |               |              |                                                  |

| Arbitro: | Turpin |

|                                    |           |            |
| Suárez 29’ Messi 33’ Griezmann 67’ | Marcatori | 77’ Sancho |

| Arbitro: | Kuipers |

|            |           |                    |
| Lukaku 44’ | Marcatori | 23’ Pérez 86’ Fati |

#### Fase ad eliminazione diretta
| Arbitro: | Brych |

|             |           |               |
| Mertens 30’ | Marcatori | 57’ Griezmann |

| Arbitro: | Çakir |

|                                           |           |                      |
| Lenglet 10’ Messi 23’ Suárez 45+1’ (rig.) | Marcatori | 45+5’ (rig.) Insigne |

| Arbitro: | Damir Skomina |

|                            |           |                                                                                     |
| Alaba 7’ (aut.) Suárez 57’ | Marcatori | 4’, 31’ Müller 22’ Perišić 27’ Gnabry 63’ Kimmich 82’ Lewandowski 85’, 89’ Coutinho |

### Supercoppa di Spagna
| Arbitro: | José Luis González (Comitato castiglianoleonese) |

|                         |           |                                       |
| Messi 51’ Griezmann 62’ | Marcatori | 46’ Koke 81’ (rig.) Morata 86’ Correa |

## Statistiche
Statistiche aggiornate al 14 agosto 2020.

### Statistiche di squadra
| Competizione        | Punti | In casa | In casa | In casa | In casa | In casa | In casa | In trasferta | In trasferta | In trasferta | In trasferta | In trasferta | In trasferta | Totale | Totale | Totale | Totale | Totale | Totale | DR  |
| Competizione        | Punti | G       | V       | N       | P       | Gf      | Gs      | G            | V            | N            | P            | Gf           | Gs           | G      | V      | N      | P      | Gf     | Gs     | DR  |
| ------------------- | ----- | ------- | ------- | ------- | ------- | ------- | ------- | ------------ | ------------ | ------------ | ------------ | ------------ | ------------ | ------ | ------ | ------ | ------ | ------ | ------ | --- |
| Liga BBVA           | 82    | 19      | 16      | 2       | 1       | 52      | 16      | 19           | 9            | 5            | 5            | 34           | 22           | 38     | 25     | 7      | 6      | 86     | 38     | +48 |
| Coppa del Re        | -     | 1       | 1       | 0       | 0       | 5       | 0       | 2            | 1            | 0            | 1            | 2            | 2            | 3      | 2      | 0      | 1      | 7      | 2      | +5  |
| Champions League    | 14    | 4       | 3       | 1       | 0       | 8       | 3       | 4            | 2            | 2            | 0            | 5            | 3            | 9      | 5      | 3      | 1      | 15     | 14     | +1  |
| Supercopa de España | -     | 0       | 0       | 0       | 0       | 0       | 0       | 0            | 0            | 0            | 0            | 0            | 0            | 1      | 0      | 0      | 1      | 2      | 3      | -1  |
| Totale              | -     | 24      | 20      | 3       | 1       | 65      | 19      | 25           | 12           | 7            | 6            | 41           | 27           | 51     | 32     | 10     | 9      | 110    | 57     | +53 |

### Andamento in campionato
| Giornata  | 1  | 2 | 3 | 4 | 5 | 6 | 7 | 8 | 9 | 10 | 11 | 12 | 13 | 14 | 15 | 16 | 17 | 18 | 19 | 20 | 21 | 22 | 23 | 24 | 25 | 26 | 27 | 28 | 29 | 30 | 31 | 32 | 33 | 34 | 35 | 36 | 37 | 38 |
| --------- | -- | - | - | - | - | - | - | - | - | -- | -- | -- | -- | -- | -- | -- | -- | -- | -- | -- | -- | -- | -- | -- | -- | -- | -- | -- | -- | -- | -- | -- | -- | -- | -- | -- | -- | -- |
| Luogo     | T  | C | T | C | T | C | T | C | T | C  | C  | T  | C  | T  | T  | C  | T  | C  | T  | C  | T  | C  | T  | C  | C  | T  | C  | T  | C  | T  | C  | T  | C  | T  | C  | T  | C  | T  |
| Risultato | P  | V | N | V | P | V | V | V | V | N  | V  | P  | V  | V  | V  | V  | N  | V  | N  | V  | P  | V  | V  | V  | V  | P  | V  | V  | V  | N  | V  | N  | N  | V  | V  | V  | P  | V  |
| Posizione | 16 | 9 | 8 | 5 | 8 | 5 | 4 | 2 | 1 | 2  | 1  | 1  | 1  | 1  | 1  | 1  | 1  | 1  | 1  | 1  | 2  | 2  | 2  | 2  | 1  | 2  | 1  | 1  | 1  | 2  | 2  | 2  | 2  | 2  | 2  | 2  | 2  | 2  |

Legenda:

Luogo: C = Casa; T = Trasferta. Risultato: V = Vittoria; N = Pareggio; P = Sconfitta.

### Statistiche dei giocatori
Sono in corsivo i giocatori che hanno lasciato il club a stagione in corso.
| Giocatore      | Liga     | Liga | Liga        | Liga       | Coppa del Re | Coppa del Re | Coppa del Re | Coppa del Re | UEFA Champions League | UEFA Champions League | UEFA Champions League | UEFA Champions League | Supercoppa di Spagna | Supercoppa di Spagna | Supercoppa di Spagna | Supercoppa di Spagna | Totale   | Totale | Totale      | Totale     |
| Giocatore      | Presenze | Reti | Ammonizioni | Espulsioni | Presenze     | Reti         | Ammonizioni  | Espulsioni   | Presenze              | Reti                  | Ammonizioni           | Espulsioni            | Presenze             | Reti                 | Ammonizioni          | Espulsioni           | Presenze | Reti   | Ammonizioni | Espulsioni |
| -------------- | -------- | ---- | ----------- | ---------- | ------------ | ------------ | ------------ | ------------ | --------------------- | --------------------- | --------------------- | --------------------- | -------------------- | -------------------- | -------------------- | -------------------- | -------- | ------ | ----------- | ---------- |
| J. Alba        | 27       | 2    | 7           | 0          | 3            | 0            | 1            | 0            | 5                     | 0                     | 2                     | 0                     | 1                    | 0                    | 0                    | 0                    | 36       | 2      | 10          | 0          |
| C. Aleñá       | 4        | 0    | 0           | 0          | 0            | 0            | 0            | 0            | 1                     | 0                     | 0                     | 0                     | 0                    | 0                    | 0                    | 0                    | 5        | 0      | 0           | 0          |
| R. Araújo      | 6        | 0    | 0           | 1          | 0            | 0            | 0            | 0            | 0                     | 0                     | 0                     | 0                     | 0                    | 0                    | 0                    | 0                    | 6        | 0      | 0           | 1          |
| Arthur         | 21       | 3    | 1           | 0          | 3            | 1            | 1            | 0            | 4                     | 0                     | 0                     | 0                     | 0                    | 0                    | 0                    | 0                    | 28       | 4      | 2           | 0          |
| M. Braithwaite | 11       | 1    | 1           | 0          | 0            | 0            | 0            | 0            | 0                     | 0                     | 0                     | 0                     | 0                    | 0                    | 0                    | 0                    | 11       | 1      | 1           | 0          |
| S. Busquets    | 33       | 2    | 10          | 0          | 2            | 0            | 1            | 0            | 7                     | 0                     | 3                     | 0                     | 1                    | 0                    | 0                    | 0                    | 43       | 2      | 14          | 0          |
| Á. Collado     | 1        | 0    | 0           | 0          | 0            | 0            | 0            | 0            | 0                     | 0                     | 0                     | 0                     | 0                    | 0                    | 0                    | 0                    | 1        | 0      | 0           | 0          |
| P. Coutinho    | 0        | 0    | 0           | 0          | 0            | 0            | 0            | 0            | 0                     | 0                     | 0                     | 0                     | 0                    | 0                    | 0                    | 0                    | 0        | 0      | 0           | 0          |
| F. de Jong     | 29       | 2    | 3           | 1          | 3            | 0            | 1            | 0            | 9                     | 0                     | 0                     | 0                     | 1                    | 0                    | 0                    | 0                    | 42       | 2      | 4           | 1          |
| O. Dembélé     | 5        | 1    | 1           | 1          | 0            | 0            | 0            | 0            | 4                     | 0                     | 1                     | 0                     | 0                    | 0                    | 0                    | 0                    | 9        | 1      | 2           | 1          |
| A. Fati        | 24       | 7    | 2           | 1          | 3            | 0            | 1            | 0            | 5                     | 1                     | 0                     | 0                     | 1                    | 0                    | 0                    | 0                    | 33       | 8      | 3           | 1          |
| J. Firpo       | 17       | 1    | 5           | 0          | 2            | 0            | 0            | 0            | 4                     | 0                     | 1                     | 0                     | 0                    | 0                    | 0                    | 0                    | 23       | 1      | 6           | 0          |
| A. Griezmann   | 35       | 9    | 2           | 0          | 3            | 3            | 0            | 0            | 9                     | 2                     | 2                     | 0                     | 1                    | 1                    | 0                    | 0                    | 48       | 15     | 4           | 0          |
| C. Lenglet     | 28       | 2    | 10          | 2          | 3            | 1            | 0            | 0            | 9                     | 1                     | 1                     | 0                     | 0                    | 0                    | 0                    | 0                    | 40       | 4      | 11          | 2          |
| L. Messi       | 33       | 25   | 4           | 0          | 3            | 2            | 1            | 0            | 8                     | 3                     | 2                     | 0                     | 1                    | 1                    | 0                    | 0                    | 45       | 31     | 7           | 0          |
| Neto           | 2        | -2   | 0           | 0          | 1            | -1           | 0            | 0            | 1                     | -1                    | 0                     | 0                     | 1                    | -3                   | 1                    | 0                    | 5        | -7     | 1           | 0          |
| G. Piqué       | 35       | 1    | 15          | 0          | 2            | 0            | 1            | 0            | 7                     | 0                     | 3                     | 0                     | 1                    | 0                    | 1                    | 0                    | 45       | 1      | 20          | 0          |
| C. Pérez       | 10       | 1    | 0           | 0          | 1            | 0            | 0            | 0            | 1                     | 1                     | 0                     | 0                     | 0                    | 0                    | 0                    | 0                    | 12       | 2      | 0           | 0          |
| R. Puig        | 11       | 0    | 1           | 0          | 1            | 0            | 0            | 0            | 0                     | 0                     | 0                     | 0                     | 0                    | 0                    | 0                    | 0                    | 12       | 0      | 1           | 0          |
| Rafinha        | 3        | 0    | 0           | 0          | 0            | 0            | 0            | 0            | 0                     | 0                     | 0                     | 0                     | 0                    | 0                    | 0                    | 0                    | 3        | 0      | 0           | 0          |
| I. Rakitić     | 31       | 1    | 5           | 0          | 3            | 0            | 0            | 0            | 7                     | 0                     | 1                     | 0                     | 1                    | 0                    | 0                    | 0                    | 42       | 1      | 6           | 0          |
| S. Roberto     | 30       | 1    | 7           | 0          | 2            | 0            | 0            | 0            | 6                     | 0                     | 1                     | 0                     | 1                    | 0                    | 0                    | 0                    | 39       | 1      | 8           | 0          |
| N. Semedo      | 32       | 1    | 2           | 0          | 4            | 0            | 1            | 0            | 6                     | 0                     | 2                     | 0                     | 0                    | 0                    | 0                    | 0                    | 42       | 1      | 5           | 0          |
| L. Suárez      | 28       | 16   | 4           | 0          | 0            | 0            | 0            | 0            | 7                     | 5                     | 2                     | 0                     | 1                    | 0                    | 1                    | 0                    | 36       | 21     | 7           | 0          |
| M. ter Stegen  | 36       | -36  | 1           | 0          | 2            | -1           | 0            | 0            | 8                     | -13                   | 0                     | 0                     | 0                    | -0                   | 0                    | 0                    | 46       | -50    | 1           | 0          |
| J. Todibo      | 2        | 0    | 0           | 0          | 0            | 0            | 0            | 0            | 1                     | 0                     | 0                     | 0                     | 0                    | 0                    | 0                    | 0                    | 3        | 0      | 0           | 0          |
| S. Umtiti      | 13       | 0    | 6           | 0          | 1            | 0            | 0            | 0            | 3                     | 0                     | 0                     | 0                     | 1                    | 0                    | 0                    | 0                    | 18       | 0      | 6           | 0          |
| A. Vidal       | 33       | 8    | 4           | 0          | 2            | 0            | 0            | 0            | 7                     | 0                     | 4                     | 1                     | 1                    | 0                    | 1                    | 0                    | 43       | 8      | 9           | 1          |
| M. Wagué       | 1        | 0    | 0           | 0          | 0            | 0            | 0            | 0            | 2                     | 0                     | 0                     | 0                     | 0                    | 0                    | 0                    | 0                    | 3        | 0      | 0           | 0          |